# 北島常好
北島 常好（きたじま つねよし、1959年1月14日 - ）は、株式会社しまむら社長。埼玉県浦和市（現さいたま市）出身
。

## 経歴
- 1983年:流通経済大学経済学部卒業
- 1983年:株式会社しまむら 入社
- 1996年:同社 商品1部長
- 2009年:同社 取締役(西日本開発担当)
- 2011年:同社 東日本開発・店舗建設部統括
- 2012年:台湾・思夢樂股份有限公司 董事長(現在に至る)[2]
- 2013年:株式会社しまむら 常務取締役(開発部・店舗建設部統括)
- 2015年:同社 専務取締役執行役員(しまむら商品部・売場管理部統括)
- 2017年:上海・飾夢楽商貿有限公司 董事長(現在に至る)[3]
- 2018年:株式会社しまむら 代表取締役社長(現在に至る)[4]